# Heteroporatia bosniensis
Heteroporatia bosniensis är en mångfotingart som beskrevs av Karl Wilhelm Verhoeff 1897. Heteroporatia bosniensis ingår i släktet Heteroporatia och familjen Mastigophorophyllidae. Inga underarter finns listade i Catalogue of Life.